# جسر ASB
جسر Armour-Swift-Burlington (ASB) Bridge ASB ، المعروف أيضًا باسم جسر مدينة كانساس الشمالية ، هو عبارة عن معبر للسكك الحديدية فوق نهر ميسوري في مدينة كانساس سيتي بولاية ميسوري ، والذي كان يساهم سابقًا في حركة مرور السيارات وعبور النهر.

## التاريخ

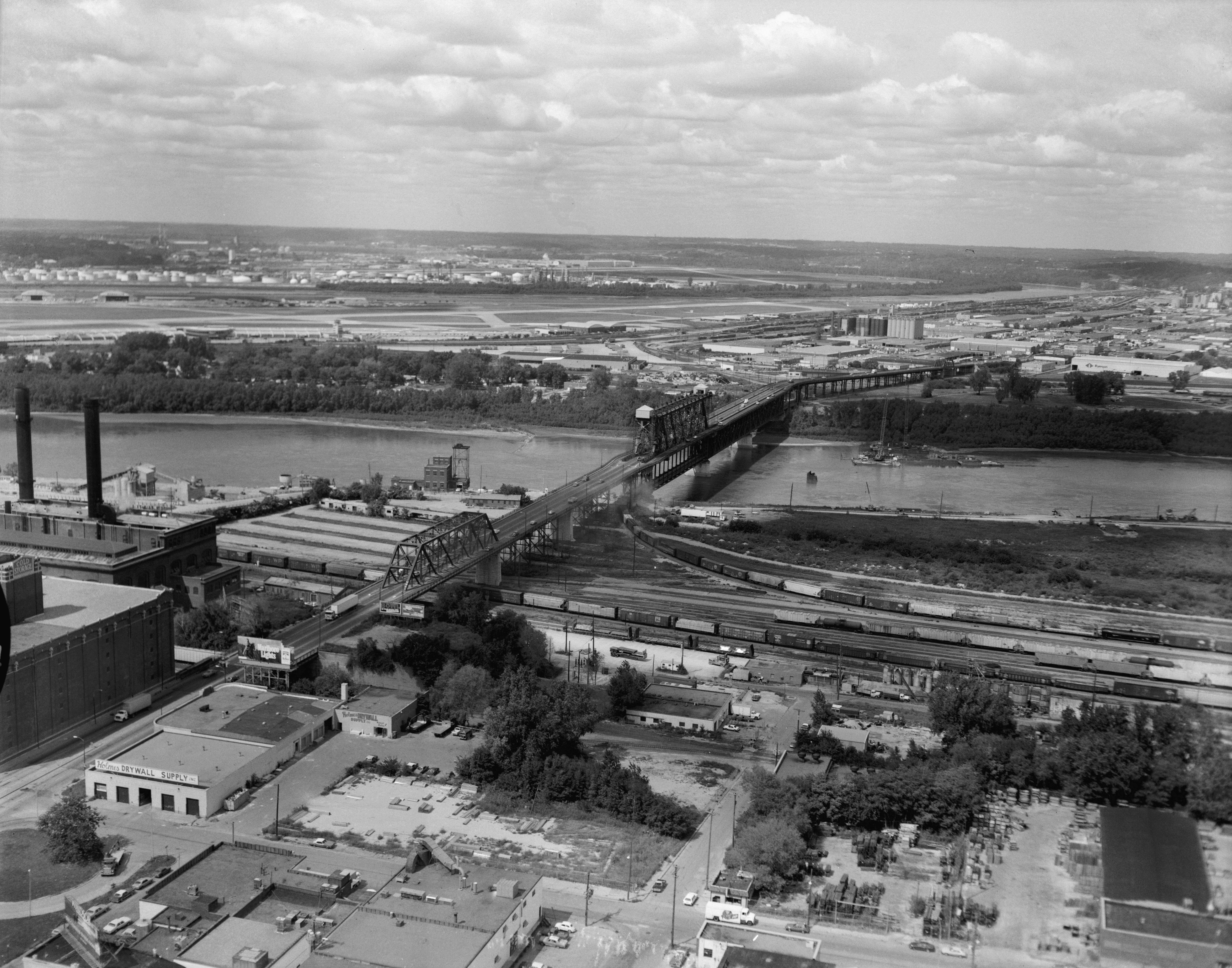
جسر ASB مع الطريق السطحي سي ، من عام 1981

تم بناء الأرصفة في عام 1890. ومع ذلك ، في وقت لاحق من ذلك العام ، حال نقص التمويل دون بناء الجسر. وفي عام 1909 صمم Waddell &amp; Harrington الجسر الحالي ذو الطابقين وبدأ البناء. الجسر هو واحد من اثنين من هذا النوع يقومان على حركة مرور بالسيارات على الطريق 9 في المستوى العلوي ، وحركة السكك الحديدية في المستوى السفلي. يمكن رفع السطح السفلي للسماح للقوارب النهرية بالمرور دون تعطيل حركة مرور السيارات في الأعلى. سمح هذا التصميم للأجزاء المعلقة من السطح السفلي بالمرور عبر أعضاء الجمالون في السطح العلوي. تم بناء الجسر من قبل شركة Armor Packing Company و Swift & Company وشيكاغو وبرلنغتون وكوينسي للسكك الحديدية .
في عام 1987 ، افتتح جسر Heart of America Bridge إلى الشرق ليحل محل جزء المركبات.
وفي عام 1996 تم تعيين الجزء المتبقي من جسر ASB من قبل الجمعية الأمريكية للمهندسين المدنيين كصرح تاريخي وطني للهندسة المدنية . الجسر الآن مملوك لسكة حديد BNSF . يبلغ طول جسر أيه إس بي نحو 428-قدم (130 م) في امتداده الرئيسي ، مما يجعله تاسع أطول جسر متحرك للرافعة الرأسية في الولايات المتحدة. 

## الجدول الزمني
1890: بناء تسعة أرصفة حجرية ؛ لم يوافق المهندس جون ألكسندر لو واديل على الأرصفة ، وتوقف التمويل وستبقى الأرصفة غير مستخدمة حتى عام 1909.
1909: استثمرت شركات Armor Packing House و Swift and Company و Chicago Burlington و Quincy Railroad الأموال لبناء الجسر. تحلق الأرصفة إلى عشرة أقدام فوق علامة ارتفاع المياه ، ابتكرت شركة JAL Waddell التابعة لشركة واديل أند هارينغتون تصميمًا جديدًا ، وبدأ العمل.
28 ديسمبر 1911: فتح الجسر لحركة المرور : مساران للسيارات في الطابق العلوي ومسار واحد للسكك الحديدية في الطابق الأسفل.
من 1915 إلى 1926: على طريق جيفرسون السريع. المواد مأخوذه من مواد مرحلة الطرق السريعة جيفرسون.
يناير 1913: بدأت السيارات الكهربائية بين المدن في استخدام قضبان الترام على السطح العلوي.
2 مايو 1927: تضرر الامتداد الجنوبي من حريق وتم استبداله وتقويته في وقت لاحق من ذلك الشهر.
أغسطس 1927: استولت إدارة الطرق السريعة بولاية ميسوري على الجسر وأزيلت الرسوم ، اصبح السير على الجسر مجانا . كما تم استبدال أرضية الجسر.
1932: استبدال العارضة الفولاذية الممتدة على الشارع الثاني.
1948: استبدال سطح الجسر وإصلاحه وإضافة أضواء جديدة. تمت إزالة حواجز الترام وفتحها على أربعة حارات مرور.
1949: أطواق موضوعة حول أرصفة الأنهار لمنع الصدأ.
1950: تنظيف الجسر وإعادة طلاؤه.
1951: نجا الجسر من فيضان عام 1951.
1952: توسيع طريق الشمال.
1966: اتسع طريق الشمال وعاد إلى الظهور.
1967: تم إصلاح سطح الجسر.
1981-1982: إصلاح خطوط العارضة على جانب المصب من سطح السكة الحديد.
1987: تم افتتاح جسر قلب أمريكا Heart of America Bridge إلى الشرق ، وأغلق سطح المرور العلوي أمام جميع حركة المرور.
1988-1989: تمت إزالة السطح العلوي من السطح ، وتم تسليم الجسر لسكة حديد بيرلينجتون الشمالية .
1996: تمت إضافة الجسر باعتباره صرحا تاريخيًا للهندسة المدنية الوطنية من قبل الجمعية الأمريكية للمهندسين المدنيين ، لكونه واحدًا من اثنين فقط من هذا النوع تم بناؤه في الولايات المتحدة.

## أنظر أيضا
- جسر سينسيناتي الجنوبي
- قائمة الجسور الموثقة من قبل السجل الهندسي الأمريكي التاريخي في ولاية ميسوري
- قائمة معابر نهر ميسوري

## روابط خارجية
- Armor-Swift-Burlington Bridge على الموقع الإلكتروني للجمعية الأمريكية للمهندسين المدنيين ، فرع مدينة كانساس
- Historic American Engineering Record